# بالگردگاه چلتنم ریسکرس
بالگردگاه چلتنم ریسکرس (به انگلیسی: Cheltenham Racecourse Heliport) یک فرودگاه خصوصی است . این فرودگاه در کشور انگلستان قرار دارد و در ارتفاع ۶۱ متری از سطح دریا واقع شده‌است.